# “殺医”ドクター蘭丸
『“殺医”ドクター蘭丸』（さついドクターらんまる）は、原作：梶研吾・漫画：井上紀良による日本の漫画作品。『週刊ヤングジャンプ』（集英社）に、1998年から2001年にかけて連載された。単行本はヤングジャンプ・コミックスより全14巻が刊行されていたが、2013年現在は絶版。小池書院から新版の刊行が開始され、2013年現在の既刊は4巻。話数カウントは「Kranke○」。

## 概要
昼は酒を片手に医療に勤めるある医者が、夜になるとメスを片手に、法に触れない悪をオペという名の殺人で闇に葬る。
「患者の病巣を切る！社会の悪を断つ！すなわち、これ同義なり！」を信念に、人知れず「侵殺」を続ける殺し屋の物語。

## 『闇の医死会』とは
悪により苦しめられている人々からの依頼を受け、「殺医」により悪人を殺害する組織である。
世界各国に支部が存在する、国際的な裏の組織である。日本では東京医科歯科大学医学部附属病院（現：東京科学大学）をモデルに描かれる病院の廃墟に仲介の場となる「闇の侵殺室」がある。
「殺医」だけでなく、依頼を取り次ぐ仲介人をはじめ、依頼の裏を取る係、「殺医」の依頼遂行を監視し「誤侵」を防ぐ係の「黒い救急車、救急隊員」など多くの人材を擁しており、組織の規模は大きい。
依頼の金額は依頼人の事情により、（殺害の依頼にしては少額な）数千円から数億円の大金まで様々である。依頼を受けるかどうかは、「闇の侵殺室」にて殺医が決めることが出来る。報酬額が大きい場合は競りによって殺医が決められる場合もある。
「殺医」は医師免許を持つ者に限らない。看護師はじめ医師以外の医療従事者も多数いる。蘭丸の良きライバルである東洋医学の施術師である万代きよしがその例である。
　

## 登場人物
黒乃屋 蘭丸（くろのや らんまる）
祖父の時代からの町医者。表の顔は酒にだらしがない上、お茶目な面を持つ医者。しかし、患者に応対したときは別人のように真剣に、真摯に接する。
裏の顔は闇にまぎれてメスで相手を殺す（「侵殺（しんさつ）」という）、『闇の医死会』に所属する医師、すなわち『殺医』である。裏取りの係や初代仲介人はじめ「闇の医死会」からの信頼も特に厚い。
昼は長髪をポニーテールにして白衣を着ているが、殺医としての仕事の時は髪を下ろし、白衣を裏返して黒衣になる。
女好きで、カステラが好物。医師としての腕前は表の顔でも裏の顔でも超一流。「闇の侵殺室」の競りでは金額の多寡には拘らないタイプ。侵殺相手や依頼人の信条・条件次第ではタダ同然の侵殺を請け負うことも珍しくない。
侵殺相手に黒字に白文字で書かれた「闇のカルテ」を何らかの形で見せ、それから手術を実行するのが流儀。決め台詞は「お前の闇のオペは終了した」。
かつては医大生としてオランダに留学していたこともあり、自身を「シーボルトの末裔」などと称していた過去もある。女性にはもて、本人もそれなりに女好きであったため、一時恋愛関係になったり、肉体関係を持ったりした女性は相当の人数に上る模様。
作中、ある女性と壮絶な恋愛関係になるが、最終的には彼女を自らの手で「侵殺」せざるを得なくなる。ショックで路上暮らしに身を落とし、一時期はホームレスの中でも最低の人間として蔑まれていた時期もあった。最終的には後述のマリアと結ばれ、「俺には、お前が最後の女だ」と宣言し、有言実行して浮気癖をピタリと止めている。
以来、「白と黒を両立させる」ことを信念に持ち「診察」と「侵殺」をこなしていたが、ある「侵殺」を実行した際の帰還時に、薬物中毒者らしき者のトラブルへ巻き込まれ(妊娠してDVを受けていた女性を見て、ついマリアのことを想いだしてしまい、「黒の暗殺者」でありながら「白の医者」として助けようとしたところを「女に手を出した」と誤解された)刺されてしまう。死の直前にマリアの出産を直感しそのまま意識を失う。「黒い救急車」によってその身柄は人知れる事無く「侵了」(回収)された。
明確に死亡したという表現はない。が、彼とマリアの子供、「蘭真」が元気に外ではしゃぐシーンがあり、少なくても3年程度の時間が経過している。その間一度も蘭丸はマリアの前に姿を見せていないことがうかがえ、死亡したという事実を強く匂わせるラストとなっている。
如月 マリア（きさらぎ マリア）
女子高生で、蘭丸が想いを寄せる女性。誰もが認める美人で、明るく快活、それでいて必要なときには強く人を叱ることもある、聖母マリアのような人物。皆に好かれている。
初登場時は蘭丸を含めた医者に不信感を募らせており、信頼していなかった。これは過去、自身の両親が医療機関へ搬送された際、たらいまわしにされ結局有効な治療を受けることができず死亡してしまったことから。現在は、祖父と一緒に暮らしている。
料理が得意なようで、みそ汁を含んだ和食膳を出したり、カステラを自作したり程度はお手の物。彼女の料理は蘭丸や他の人も心から美味しいと喜んで食べている。
恋愛に関しては奥手な方で、身持ちは堅い。しかしその魅力から悪人に狙われてしまうことが多く、トラブルメーカーでもある。
後に相思相愛となり、蘭丸へ純潔を捧げている。医院に勤め蘭丸と結婚し子供を宿す。殺医としての顔は内緒にしていたが、物語終盤にそれを知られてしまう。
それでも蘭丸を受け入れ、献身的に慕い続けるが、蘭丸が「侵殺」に出かけた晩に予定より早く産気づき、蘭丸は出来るだけ早く帰るように言い残し「侵殺」に出る。侵殺は出産には間に合う様に終えたのだが、前述のトラブルにて蘭丸は行方不明に。遺体に会うことすらなく、蘭丸と共にいることは二度と叶わなかった。
万代 きよし（ばんだい きよし）
イガグリ頭でサングラスをかけ関西弁を話すでっぷりと太った容貌の、東洋医学の施術師。西洋医術を「身体にメスを入れて苦しませる」として嫌い、針や指圧などで身体の内側から治す東洋医術を学んだ。当初は蘭丸のライバルとして登場したが、次第に打ち解け仲間となっていった。
施術師としての腕前は確か。男女問わず、必要あらば平等に施術する。彼の施術によって身も心も「気持ちよくなって」悩ましい声を挙げてしまう美人の女性もいるのだが、後述の妹・あいと、イヴ以外には心を動かされることなく、冷静に施術を施す。「また来てほしい」と相手からお願いされることも珍しくない。
妹・あいには心臓の持病があり、きよしの施術によってなんとか進行を遅らせている状態であった。しかし根治するためにはどうしてもメスの力に頼るしかなく、最終的には涙しながら蘭丸に手術を懇願した。
彼もまた「医死会」に所属する殺医。腕前は一流のはずなのだが、肝心の「侵殺」ではミスをしてしまうことが多く、蘭丸にフォローされる展開が目立った。
侵殺した相手に折り紙で船を作り、祈りを捧げるのが流儀。決め台詞は「あんじょう三途の川を渡ってや」。
万代 あい（ばんだい あい）
きよしの妹。兄とは全く容姿が似ておらず、可憐な花のような美人。和服を好み、袴を常に着用している。
性格は非常におっとりとしており、純真爛漫。マリアと肩を並べられるほど好感度の高い女性である。きよしのことを心から慕って大切に想っており、それ故に「東洋医術で心臓を治してやる」という言葉を何の疑いもなく信じ切っていた。亡くなった母親からバイオリン演奏を伝授されており、なかなかの腕前。
後に放浪の絵描きと恋仲になり、すったもんだの末に祝言を挙げる。最初は激怒しながらも、最後は心から祝福してくれた兄へ、祝言の最後の締めとして言葉をかけるのだが…。
イヴ
男なら勿論のこと、女性ですらその魅力に惑わされずにはいられないほどの美貌と、グラビアアイドル顔負けのプロポーションを誇る美女。下着をつけずに素肌の上から白衣を羽織っており、痴女すれすれのセクシャルさで日常を過ごしている。お金にはシビアな面も持つ。
その正体は海外支部所属の「殺医」で、殺す相手を「至上の表情（エンゼル・フェイス）」に至らせてから致命の一撃を加え、そのまま死体を処理する「死体化粧人（デス・メーキャップ・アーティスト）」。
蘭丸のライバルとして登場。自身の魅力に惑わされない蘭丸に強い興味を持ち、「最高のお化粧（デスメーキャップ）」を施したいと様々な形で付きまとう。
きよしに惚れられており、最初のうちは利用するだけでそれほど大切に想ってはいなかったのだが、最終的には満更でもなかったのか、彼を受け入れていた。
白鳥　麻耶（しらとり　まや）
マリアと同じ高校に通う高校生で、マリアとは親友。かなりの美人であり、プロポーションもマリアに負けず劣らずのものを持っている。
実は世界に名だたる一流企業の、会長の孫娘（具体的な企業名は作中で明示されていない）。
妊娠の兆候に悩み（作中では具体的な描写は一切ないが、このことから男性との性交渉が経験済であることが分かる）、「真ッ平産婦人科医院」を尋ね、診察と中絶をすることになる。しかしそこはとんでもない悪徳医療医院であり、薬を打たれて眠らされ、レイプされて本当の「妊娠」をさせられてしまう（本来、彼女の症状はただの想像妊娠であった）。
思いつめた彼女は飛び降り自殺を図るが、「闇の医死会」の復活を計画している男に命を助けられる。紆余曲折を経て、自身も「闇の医死会」へ深く関わってゆくことになる。
医死会仲介人
医死会の会合「闇の侵殺室」の時ですら顔を見せない謎多い人物。作中では計3回ほど入れ替わっており、それぞれ別の人物である。
初代の仲介人は医療従事者ではなく教会の神父である。貧しい人々や前科のある者・保護者のいない子供達などを救っていたが、本来であれば闇の医死会に収めるべきお金を救済につぎ込んでいたため、医死会は蘭丸に「報酬金額は希望のままに」仲介人の侵殺を依頼する。すでに覚悟を決めていた仲介人は抵抗することもなく、「お前の侵殺に掛かって死ぬのならそれも良かろう」とそのまま侵殺を受ける。しかし事情を詳細に知る蘭丸は意図的にメスを心臓から外して刺す。医死会の監視役はこれをもって仲介人は死亡したと判断した。多量に出血はしたものの蘭丸の病院で治療を受け一命を取り留め、さらに顔に整形手術をされていた。これにより別人となった仲介人は涙と共に神に感謝し、医死会と決別。秘密裏に渡米し、アメリカにて聖職者として救済に当たっている。
二代目は作中唯一、いかなるときも素顔が描かれない女性仲介人。医死会を狙う敵が侵殺室に現れたときのみ能面をつけたシーンが描かれた。医死会の一人としての意識は高く、殺医の一同を侵殺室に集め状況を説明した後に「私は『殺医』ではありませんが皆さんの仲間です。共に戦います。」と宣誓する。闘いの技量は高く（これは初代仲介人も。）、襲い掛かってきた刺客（ジャン）を返り討ちにしている。しかしリタにはかなわず、殺害された。
三代目も女性仲介人で、その正体はマリアの親友、麻耶。
黒十字
表向きは世界中で、国家や人種などの分け隔てなく患者の治療を行う5人組のボランティア医師団だが、その裏では各国の「闇の医死会」を壊滅させている組織である。ジャンを除く4人は、交通事故の負傷者への手術の協力を申し出る形で蘭丸と初対面を果たし、蘭丸と共に負傷者の手術に当たった。表の医者としての腕はかなりのものであり、蘭丸曰く「正直いって俺以上かもしれねえ」。
- ジャン
  - フランス出身。患者の血で服を汚さない主義のナルシスト。日本上陸後、「闇の侵殺室」に侵入し、仲介人の侵殺（殺害）を図るも返り討ちに合い、死亡した。黒十字のメンバーで唯一、蘭丸と接触しなかった人物である。
- リタ
  - ブラジル出身。指をメスの代わりに使用することを得意とする。返り討ちに合ったジャンに代わり、仲介人の殺害に成功した。その後イヴの殺害に成功するも、直後に駆け付けた蘭丸によって殺害された。
- コンギ
  - アフリカ出身。本業は呪術医であり、火炎術を得意とする。蘭丸を診療所で待ち伏せしたものの、返り討ちに合う。
- チャン
  - 中華人民共和国出身。針治療を得意とする。夜間、蘭丸の診療所に侵入するも、待ち伏せしていた蘭丸によって殺害された。
- マック
  - アメリカ合衆国出身。黒十字の表向きのリーダー。蘭丸は戦いを避けようとしたが、先に殺害された4人の仇を取るべく、蘭丸に決闘を申し込む。侵殺のキャリアは蘭丸より上であったものの、最後は蘭丸に敗れ、死亡した。蘭丸曰く「白の医者として、オペの腕を競い合いたかった」。
- マスター
  - マックら5人に対して「闇の医死会」のメンバーの侵殺（殺害）と蘭丸の捕獲を命令していた人物で、黒十字の真のリーダー。その正体は蘭丸の父親であり、蘭丸に殺医としての手ほどきを行った張本人である。診療所が放火され、行方が分からなくなっていたが、自らが黒の世界の支配者となるべく、黒十字を結成した、マックの死後、自身の元に乗り込んできた蘭丸と激しい戦いの末、隙を見せたことによって致命傷を負った。その後、自らの敗北を認め、メスを自身の心臓に突き刺し、絶命した。